# Higher Ground (film 1988)
Higher Ground è un film per la televisione del 1988 diretto da Robert Day.
È un film drammatico statunitense a sfondo thriller con John Denver, John Rhys-Davies e Meg Wittner. È incentrato sulle vicende di Jim Clayton, un ex agente dell'FBI ritiratosi in Alaska che deve indagare sull'assassinio del suo amico.

## Produzione
Il film, diretto da Robert Day su una sceneggiatura di Michael Eric Stein, fu prodotto da Jim Green per la Columbia Pictures Television tramite la Green-Epstein Productions e girato nella Columbia Britannica in Canada.

## Distribuzione
Il film fu trasmesso negli Stati Uniti il 4 settembre 1988  sulla rete televisiva CBS.
Alcune delle uscite internazionali sono state:
- in Giappone il 21 marzo 1991 (in anteprima)
- in Brasile (Nível Mais Alto)
- in Finlandia (Vapaa maa)